# Eileen McDonough
Eileen McDonough (Philadelphia, 20 de mayo de 1962-Van Nuys (California), 13 de marzo de 2012) fue una actriz infantil estadounidense, conocido por sus numerosos papeles en serie de televisión como  The Mary Tyler Moore Show, Gunsmoke, The Waltons y Apple's Way.